# タルグム

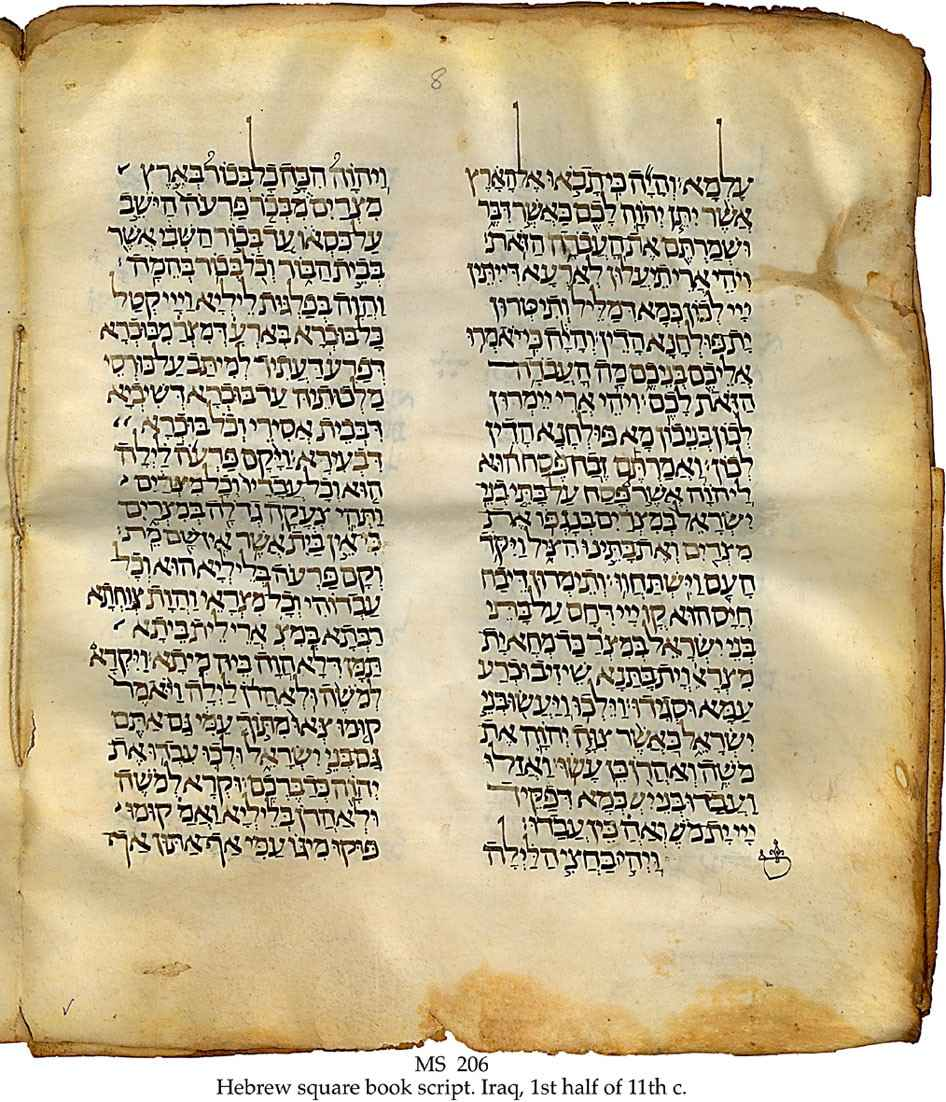
11世紀のヘブライ語のユダヤ教聖書にアラム語の解釈が付属している（11世紀、チュニジアで）

タルグム（ヘブライ語: תרגום‎＝解釈の意味、英語: Targum）はユダヤ教の会堂でヘブライ語の聖書を詠唱する時に、各文章または段落ごとにヘブライ語が分からない会衆のために彼らが理解できるアラム語で解釈することをいう。これは紀元前1世紀ごろ、ヘブライ語がユダヤ人の学校・礼拝時だけの言葉になり、平素は親近関係にあるアラム語で生活するようになったので、こうした習慣ができた。
タルグムを書くことは、初め禁止されていた。紀元後1世紀中葉にはタルグムの書き物が出始めても、宗教指導者たちは正式なものと見なさなかった。その後、バビロニア・ユダヤ人（Babylonian Jews）がタルグムを正式なものとして認めるようになった。現在でも、イエメン・ユダヤ人の礼拝には、タルグムが典礼に入っている。
翻訳であるので、ミドラーシュ的な解釈であり、擬人観や寓喩的解釈も行われる。

## 参照項目
- 聖書釈義
- アラム語
- アラム語訳聖書